# Доктор Дулиттл 5
Доктор Дулиттл 5 (англ. Dr. Dolittle: Million Dollar Mutts, дословно Доктор Дулиттл: Дворняги на миллион долларов, иногда употребляется, как Доктор Дулиттл собирается в Голливуд) — американский комедийный фильм 2009 года, снятый Алексом Заммом, с Кайлой Прэтт и Нормом Макдональдом в главных ролях. Он был выпущен 19 мая 2009 года (спустя год, после выхода прошлой части) и, как и его предшественник, Доктор Дулиттл 4 (2008), был выпущен прямо на DVD. Фильм получил в основном негативные отзывы от критиков и зрителей, хотя и был признан лучше предыдущих двух частей.
Слоган: «Lucky Goes to Hollywood!»
Это пятый и последний фильм из оригинальной серии фильмов о Докторе Дулиттле, до перезагрузки 2020 года. Также фильм является последним о Докторе Дулиттле, который распространялся компанией 20th Century Fox, и третьим фильмом в серии, в котором Эдди Мерфи не играет Доктора Дулиттла или Рэйвен-Симоне в роли Чарисс Дулиттл, хотя они упоминаются в фильме. Прэтт и Макдональд — единственные актеры, которые появились во всех пяти фильмах.

## Сюжет
Майя Дулиттл (Кайла Прэтт) думает, что ей не нужно 7 лет учиться в колледже, чтобы стать ветеринаром, потому что она умеет разговаривать с животными. Прогуливаясь с Лаки (голос Норма Макдональда), она помогает кошке на дереве, разговаривая с ней. Ее обнаруживают, и Тиффани Монако (Тиган Мосс), голливудская звезда, привозит ее в Лос-Анджелес, чтобы помочь ее маленькому щенку, который оказывается самцом. Вскоре Майя и Тиффани приступили к созданию собственного шоу The Animal Talkers . Майя также знакомится с Брэндоном Букером (Брэндон Джей Макларен), который является ее любовным увлечением. Вскоре Майя узнает, что сериал не о помощи животным, и возвращается домой, чтобы учиться на ветеринара. Она также узнает, что Брэндон тоже учится в ее школе. Между тем, Обезьяна (голос Фила Проктора) находится в Лос-Анджелесе в поисках своего большого прорыва, но уходит, потому что хочет помочь Майе. После финальных титров есть короткий кадр французской обезьяны.

## В ролях
- Кайла Прэтт в роли Майи Дулиттл
- Теган Мосс в роли Тиффани Монако
- Брэндон Джей Макларен в роли Брэндона Букера
- Джейсон Брайден в роли Рика Беверли
- Карен Холнесс в роли Лизы Дулиттл
- Судья Райнхольд в качестве руководителя сети
- Себастьян Спенс в роли Чада Кэссиди
- Элизабет Тай, как репортер
- Фрэнк Кассини, как пожарный
- Сара Дикинс, как ветеринар
- Марк Хиллсон, как байкер
- Дорон Белл, как Ридикулуз
- Кертис Караваджо в роли Чейза
- Мэтью Харрисон в роли Пола Фурхувена

### Голосовой состав
- Норм Макдональд в роли собаки Лаки[3]
- Джейми Рэй Ньюман в роли Эмми
- Фил Проктор в роли Обезьяны/Змеи
- Грег Эллис в роли голубя Дэйва
- Фред Столлер в роли Флуффернуффермана
- Поли Шор в роли Кэт
- Джефф Беннетт в роли принцессы / Рокко / лягушки / лошади
- Вики Льюис, как Чабстер
- Стивен Рут, как Черепаха
- Грег Пупс в роли щенка

## Производство
Пятый фильм снимали одновременно с четвёртым, так как Доктор Дулиттл 5 изначально задумывался, как заключительная часть серии.

## Критика
Доктор Дулиттл 5 получил в основном негативные отзывы от критиков и смешанные от зрителей. Что касается Rotten Tomatoes, то там пятый фильм получил лучшие отзывы во всей серии, а именно 52 % одобрения. Хвалили фильм за улучшенную озвучку, графику, а также за хороший сюжет. Однако на IMDb фильм получил довольно низкие оценки (средний балл — 3.7 из 10). На фильм потратили 6 миллионов долларов.